# Brothers in Arms: Hell’s Highway
Brothers in Arms: Hell’s Highway (с англ. — «Братья по оружию: Адское шоссе») — компьютерная игра в жанре тактического шутера от первого лица, которая вышла 23 сентября 2008 года для PlayStation 3 и Xbox 360 и 7 октября 2008 года для Windows. Локализованная версия для PC от Буки вышла 7 ноября 2008. Локализованная версия от Soft Club вышла для PS3 под названием «Brothers in Arms: Адское Шоссе».
Hell’s Highway — третья часть в серии игр Brothers in Arms, которая повествует об отряде солдат 101 воздушно-десантной дивизии, ведомом сержантом Мэттью Бейкером. Действие игры разворачивается во время одной из крупнейших операций союзников во время Второй мировой войны — «Market Garden», известной в российской историографии как Голландская операция (1944).

## Игровые особенности
Разработчики предоставили игроку множество новых возможностей, включая командование отрядом. Как и в предыдущих частях серии Brothers in Arms, приказ отдаётся путём особых сигналов рукой. У игрока также есть возможность прятаться за объектами (примерно так же, как это реализовано в Gears of War), что является одной из важнейших составляющих игровой стратегии. Однако, некоторые укрытия могут разрушаться. В отличие от предыдущих игр серии, у игрока теперь нет определённого количества здоровья, вместо этого он получает урон, когда находится под огнём или на открытой местности, но в укрытии здоровье полностью восстанавливается за несколько секунд. Игра использует игровой движок Unreal Engine 3.5, а в PC-версии имеется поддержка технологий DirectX 10.

## Сюжет игры
Действие игры происходит в оккупированной немцами Голландии, во время операции Market Garden, в сентябре 1944 года. Операция была спланирована фельдмаршалом Бернардом Лоу Монтгомери и заключалась в отправке трёх парашютных дивизий, которые должны были приземлиться в Нидерландах, за линией обороны противника, и защищать 3 моста в Эйндховене, Наймегене и Арнеме.
Отряд британских десантников должен был произвести бросок к мосту в Арнеме и разорвать линию обороны немцев, сделав их беззащитными перед последующей атакой. Это должно было привести к скорому продвижению Союзников по Рейну и, в оптимистичных прогнозах, захвату Берлина уже к Рождеству 1944. Операция была запущена 17 сентября 1944 года, спустя 4 месяца после Операции Overlord, события которой разыгрывались в предыдущих играх серии.
Несмотря на достаточно удачные захваты мостов в Эйндховене и Наймегене, хорошо укреплённая немецкая танковая дивизия оказала ожесточённое сопротивление посредственно экипированным британским солдатам. Это привело к тому, что отряды поддержки так и не смогли захватить Арнем. Но так как в игре речь идёт не о британском отряде, а об американской 101 воздушно-десантной дивизии, то и название игры связано с их операцией: Дорога № 69 на Эйндховен, которую должна была защищать дивизия, была узка и неудобна, немцы постоянно атаковали этот участок и среди солдат она стала известна как «Hell’s Highway» («Дорога в ад», «Адское шоссе» или «Адская дорога»).

## Игровой процесс
В отличие от предыдущих серий игр, где протагонист мог носить только два вида оружия, в этой, в каждой миссий игрок всегда вооружен личным пистолетом: Никелированный пистолет Colt M1911A1. Итого три вида вооружения. Так же, как и в предыдущих играх серии, игрок имеет возможность подобрать оружие у противника. Начиная с этой части игрок лишен возможности подбирать оружие раненых товарищей. Для взрыва танка можно попытаться незаметно обойти его, и поставить взрывчатку сзади танка или уничтожить, используя базуку или панцершрек. В нескольких миссиях игроку предстоит управлять союзными танками, а также встретиться с бронетехникой Третьего рейха.

## Отзывы
| Сводный рейтинг | Сводный рейтинг | Сводный рейтинг | Сводный рейтинг |
| Издание         | Оценка          | Оценка          | Оценка          |
| Издание         | PC              | PS3             | Xbox 360        |
| --------------- | --------------- | --------------- | --------------- |
| GameRankings    | 77,25 %         | 76,21 %         | 77,19 %         |